# Vojtek Kaluzny
Vojtek Kaluzny (auch Wojciech Kaluzny, Wojtek Kaluzny; * 11. Februar 1964 in Danzig) ist ein ehemaliger polnischer Fußballspieler. Er absolvierte fünf Ligaspiele (keine Tore) in der 2. Fußball-Bundesliga für den MSV Duisburg auf der Position des Stürmers. Dazu kommen zwei Einsätze im DFB-Pokal.

## Karriere
Kaluzny spielte von 1981 bis 1983 bei Polonia Gdańsk, dann wechselte er zu Bałtyk Gdynia, wo er bis 1989 spielte.
Zur Saison 1990/91 wechselte er zum MSV Duisburg. Er gab sein Debüt für den MSV am 22. Spieltag. Das Auswärtsspiel beim TSV Havelse am 23. Februar 1991 endete 1:1. Kaluzny stand in der Startelf und wurde in der 75. Minute ausgewechselt. Er wurde in dieser Saison Vizemeister und stieg mit seinem Verein in die Bundesliga auf.